# Delitto di stato (miniserie televisiva)
Delitto di stato è una miniserie televisiva del 1982 per la regia di Gianfranco de Bosio, tratta dal romanzo del 1947 Segreti dei Gonzaga e dal racconto Delitto di Stato (contenuto nel libro Tu vipera gentile) entrambi di Maria Bellonci. La Bellonci contribuì anche alla sceneggiatura insieme ad Anna Maria Rimoaldi e al regista De Bosio.
A margine dello sceneggiato, fu pubblicato dalla CDE-Gruppo Arnoldo Mondadori Editore-Rai un volume, con immagini dallo sceneggiato televisivo, dal titolo Delitto di Stato - Una tragedia italiana alla corte dei Gonzaga, curato da Anna Maria Rimoaldi e Paolo Ferruzzi.

## Soggetto
Al centro della vicenda sono avvenimenti pubblici ed intrecci individuali che mettono in luce "lo sgretolamento dell'ordine sociale" e la "corruzione morale" nella Mantova all'inizio del XVII secolo. È Tommaso Striggi, cancelliere del Duca di Mantova, impersonato da Sergio Fantoni, il deus ex machina della vicenda: ordisce una serie di delitti per difendere la dinastia dei Gonzaga, ma soprattutto per tutelare il proprio status di uomo di potere.
Lo sceneggiato era stato presentato in anteprima a Londra in una proiezione avvenuta al Victoria and Albert Museum in occasione di una serie di manifestazioni culturali organizzate per presentare gli Splendori dei Gonzaga.
Fece scalpore all'epoca una scena di nudo di Sergio Fantoni, nel quinto episodio, primo nudo integrale frontale maschile per la televisione italiana.

## Cast
Il cast impiegato era prevalentemente di formazione teatrale e costituito, oltre ai protagonisti, da:
- Eleonora Brigliadori
- Massimo Ghini
- Remo Girone
- Luigi Montini
- Renato Mori
- Fabrizio Temperini
- Alberto Altieri
- Mark Bodin
- Lombardo Fornara
- Roberto Gavioli
- Luca Giordana
- Adelaide Huber
- Igo Landolfo
- Marcello Mando
- Michela Martini
- Micaela Pignatelli
- Renzo Rinaldi
- Gianfranco Zanetti